# غیرت روستایی
غیرت روستایی (ایتالیایی: Cavalleria rusticana) یک داستان کوتاه اثرِ نویسندهٔ ایتالیایی جووانی ورگا است که نخستین بار در سال ۱۸۸۰ میلادی در میلان منتشر شد و بعدها در قالب مجموعه‌داستان‌های کوتاه او با عنوان «زندگی در کشتزارها» نیز انتشار یافت.
این داستان، روایتی از عشق و حسادت است که ماجرای آن در شهر سیسیلی ویتسینی در نیمهٔ دوم قرن نوزدهم میلادی رخ می‌دهد.